# CDV Software

Ancien logo.

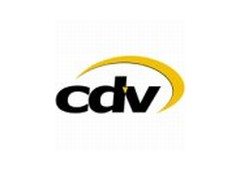
Variante de l'ancien logo.

CDV Software Entertainment AG est un éditeur de jeux vidéo allemand fondé en 1989 à Karlsruhe par Wolfgang Gäbler et Christina Oppermann.

## Titres édités
- 1944: Winterschlacht in den Ardennen[5]
- 7 Sins[5]
- Agatha Christie: Mord im Orientexpress[5]
- Airborne Assault[5]
- Alien Shooter 2 (en)[5]
- American Conquest[5]
  - Fight Back (1. Add-on for American Conquest)
  - Divided Nation (2. Add-on for American Conquest)
- Antikiller[5]
- Battle of Europe[5]
- Blitzkrieg[5]
- Blitzkrieg: Burning Horizon[5]
- Blitzkrieg: Green Devils[5]
- Blitzkrieg: Rolling Thunder[5]
- Blitzkrieg 2[5]
- Blitzkrieg 2: Das letzte Gefecht[5]
- Blitzkrieg 2: Die Befreiung[5]
- Breed[5]
- Codename: Panzers Phase 1[5]
- Codename: Panzers Phase 2 (en)[5]
- Combat Mission 2[5]
- Combat Mission 2: Barbarossa to Berlin[5]
- Combat Mission 3[5]
- Combat Mission 3: Afrika Korps[5]
- Commander: Europe at War[5]
- Cossacks: European Wars
  - Cossacks: The Art of War (1. Add-on for Cossacks)
  - Cossacks: Back to War (2. Add-on (Stand-Alone) for Cossacks)[5]
- Cossacks II: Napoleonic Wars[5]
  - Cossacks II: Battle for Europe (Add-on (Stand-Alone) for Cossacks II)
- Crazy Frog Racer[5]
- Crusaders: Thy Kingdom Come[5]
- Das Geheimnis der Druiden[5]
- Delta Force Xtreme 2[5]
- Die Römer[5]
- Divine Divinity[5]
- Droiyan[5]
- Erotica Island[5]
- Evolution GT[5]
- Explomän[5]
- Glory of the Roman Empire
- GROM: Terror in Tibet[5]
- Gruntz[5]
- Hammer & Sickle (en)
- Handball Manager 2009[5]
- Hard Truck: Apocalypse[5]
- Heaven & Hell[5]
- Hidden Stroke 2[5]
- Ibiza Babewatch[5]
- Incoming: The Final Conflict[5]
- Lula: The Sexy Empire (en)
- Lula 3D (en)[5]
- Marine Park Empire[5]
- The Mystery of the Druids[6]
- Neocron[5]
- Night Watch
- No Man's Land[5]
- Project Freedom[5]
- Project Nomads[5]
- Pulleralarm[5]
- Rage of Mages[5]
- Rage of Mages 2: Necromancer[5]
- Rival Realms[5]
- Rosso Rabbit in Trouble
- Safecracker[5]
- Santa Claus in Trouble again[5]
- Serious Sam HD: The First Encounter[5]
- Serious Sam HD: The Second Encounter[5]
- Seven Years War[5]
- Shadowgrounds Survivor[5]
- Skispringen Winter 2006[5]
- Sudden Strike
- Sudden Strike: Blitzschlag[5]
- Sudden Strike: Forever[5]
- Sudden Strike: Ressource War[5]
- Sudden Strike 2[5]
- The Chosen: Well of Souls[5]
- Theseus: Return of the Hero[5]
- ÜberSoldier (en)[5]
- Übersoldier 2[5]
- Vyruz[5]
- Wächter der Nacht[5]
- Warcommander[5]
- Wet Attack[5]
- World War 2 Online: Battleground Europe[5]
- Zoo Empire[5]

## Source de la traduction
- (en) Cet article est partiellement ou en totalité issu de l’article de Wikipédia en anglais intitulé « cdv Software Entertainment » (voir la liste des auteurs).